# '95 Taijiboys Concert 다른 하늘이 열리고
《'95 Taijiboys Concert 다른 하늘이 열리고》는 서태지와 아이들의 세 번째 라이브 앨범이다. 1집~3집의 주요 곡들이 담겨 있다.

## 수록곡

### CD
| #             | 제목                                    | 작사           | 작곡           | 재생 시간 |
| ------------- | --------------------------------------- | -------------- | -------------- | --------- |
| 1.            | Opening                                 |                | 정현철(서태지) | 2:07      |
| 2.            | 널 지우려 해                            | 양현석         | 정현철         | 5:25      |
| 3.            | 너에게                                  | 서태지         | 서태지         | 4:37      |
| 4.            | 수시아                                  | 서태지         | 서태지         | 1:41      |
| 5.            | 영원                                    | 정현철         | 정현철         | 3:46      |
| 6.            | Farewell To Love (feat. 김종서)         | 김종서         | 김종서, 신대철 | 5:05      |
| 7.            | 내 맘이야                               | 정현철         | 정현철         | 4:33      |
| 8.            | 양군 Solo (That's What Friends Are For) | 외국곡         | 외국곡         | 4:25      |
| 9.            | 태지 Solo                               |                | 정현철         | 4:00      |
| 10.           | 제킬박사와 하이드                       | 정현철         | 정현철         | 5:23      |
| 11.           | 주노 Solo (너희가 소망이 되어)          | 이상우(이주노) | 이상우         | 3:56      |
| 12.           | 아이들의 눈으로                         | 정현철         | 정현철         | 5:26      |
| 13.           | 교실 이데아 (feat. 안흥찬)              | 정현철         | 정현철         | 7:45      |
| 14.           | 발해를 꿈꾸며                           | 정현철         | 정현철         | 6:33      |
| 총 재생 시간: | 총 재생 시간:                           | 총 재생 시간:  | 총 재생 시간:  | 64:00     |

### TAPE
| #  | 제목                                    | 작사   | 작곡           | 재생 시간 |
| -- | --------------------------------------- | ------ | -------------- | --------- |
| 1. | Opening                                 |        | 정현철(서태지) | 2:07      |
| 2. | 널 지우려 해                            | 양현석 | 정현철         | 5:25      |
| 3. | 너에게                                  | 서태지 | 서태지         | 4:37      |
| 4. | 수시아                                  | 서태지 | 서태지         | 1:41      |
| 5. | 영원                                    | 정현철 | 정현철         | 3:46      |
| 6. | Farewell To Love (feat. 김종서)         | 김종서 | 김종서, 신대철 | 5:05      |
| 7. | 내 맘이야                               | 정현철 | 정현철         | 4:33      |
| 8. | 양군 Solo (That's What Friends Are For) | 외국곡 | 외국곡         | 4:25      |

| #  | 제목                           | 작사           | 작곡   | 재생 시간 |
| -- | ------------------------------ | -------------- | ------ | --------- |
| 1. | 태지 Solo                      |                | 정현철 | 4:00      |
| 2. | 제킬박사와 하이드              | 정현철         | 정현철 | 5:23      |
| 3. | 주노 Solo (너희가 소망이 되어) | 이상우(이주노) | 이상우 | 3:56      |
| 4. | 아이들의 눈으로                | 정현철         | 정현철 | 5:26      |
| 5. | 교실 이데아 (feat. 안흥찬)     | 정현철         | 정현철 | 7:45      |
| 6. | 발해를 꿈꾸며                  | 정현철         | 정현철 | 6:33      |

## 참여
이 목록은 해당 앨범의 부클릿에서 발췌하였다.
| 서태지와 아이들 - 서태지 - 보컬, 랩, 기타, 베이스 기타 - 양현석 - 랩, 보컬, 드럼(6) - 이주노 - 랩, 보컬, 베이스 기타(6) 스탭 - 이태현 - 기획 - 최기선 - 녹음 기술자 - 서울기획 - 기획사 - 서상환(Sonic Korea) - 마스터링 - 최진영, 김철, 이상철, 이상우, 최경수, 김범래, 이경미, 한현, 유인수, 채명곤 - 매니지먼트 - 임두현 - 사진 - 임성규 - 디자인 - 이욱재 - 컴퓨터 그래픽 - 채송아 - 카피라이터 | 공연 참여 - 지영하, 서동철, 장철순, 신선호, 김시균, 민영삼, 이승호, 최광범, 김호진, 오용주, 션 - 댄서 - 이계형, 고미림 - 배우 - 김종서, 크래쉬, 박선주 - 스페셜 게스트 - 남현정(메인), 남현수(보조) - 서태지 스타일리스트 - 박상희(메인), 이현정(보조) - 이주노 스타일리스트 - 이지민(메인), 최지현(보조) - 양현석 스타일리스트 - 조진윤, 한병수, 김상훈, 이규식, 손병구, 강명원, 윤성환, 윤용환, 이재우 - 음향 - 김종승, 김춘오, 한덕환, 최연식, 김일준, 김배성, 박기정, 송준빈, 이창현, 주영태, 김이태 - 조명 - 이광우, 이광서, 왕중렬, 윤광호, 정진우, 이충우, 조용현, 이성범 - 무대 - 강남원, 이두원, 오성 - 멀티큐브 |